# Suur-Karja tänav
La rue du grand troupeau (en estonien : Suur-Karja tänav) est une rue du quartier Vanalinn à Tallinn en Estonie.

## Présentation
Le rue Suur-Karja commence près du cœur de la ville, de la Place de l'hôtel de ville au croisement des rues Kuninga tänav et Vana turg et elle se termine dans la route de Pärnu.
La longueur de la rue est de 403 mètres.

## Histoire
Le nom Suur-Karja tänav signifie rue du grand troupeau, c'est une des plus anciennes rues de Tallinn.
Elle servait aux habitants de la ville basse et de Toompea à conduire le bétail au pâturage par un passage dans les remparts de Tallinn nommé porte du bétail (et) jusqu'à la source du bétail (et).
En 1768, le conseil municipal de Tallinn a ordonné aux habitants de conduire leurs animaux par un autre chemin.
En 1849, la porte du bétail est démolie.
À la fin du XVIIIe siècle, la rue est nommée en allemand : Michaelis-Straße et en russe : Михайловская ул.
Au début du XXe siècle, la rue est appelée : en allemand : Groß-Karristraße et en russe : Большая Михайловская улица.

## Bâtiments de la rue Suur-Karja
| Adresse | Image | Réfs. |
| 1       |       | [ 2 ] |
| 2       |       |       |
| 4       |       |       |
| 6       |       |       |
| 7       |       |       |
| 11      |       |       |
| 12      |       |       |
| 15      |       |       |
| 16      |       |       |
| 17-19   |       |       |
| 18      |       |       |